# Müry Salzmann Verlag
Der Müry Salzmann Verlag wurde 2009 von der Verlegerin Mona Müry und dem Unternehmer Christian Dreyer in Salzburg gegründet und verlegt Bücher zu bildender Kunst, Theater, Literatur, Geschichte und Lebenskunst. An der Gründung 2009 beteiligte sich auch Andres Müry, der für den Verlag bis Ende 2013 als Herausgeber und Lektor tätig war.

## Verlagsprogramm
Im Programm finden sich Bände zur „Architektur der Gotik“, die internationale Reihe „Architektur im Ringturm“ mit Monografien zu Süd- und Osteuropa, Kunstbände aus dem Bestand der Wiener Akademie der bildenden Künste und zahlreiche Künstlermonografien, aber auch eine politische Biografie des Architekten Clemens Holzmeister oder Fotoessays des Schriftstellers und Georg-Büchner-Preisträgers Walter Kappacher. Große Resonanz fanden Wilhelm Kückers Traktat „Das Ego des Architekten“, Sepp Dreissingers Interviewbuch „Was reden die Leute. 58 Begegnungen mit Thomas Bernhard“ sowie ein Fotoband von Lillian Birnbaum über Peter Handke („Portrait des Dichters in seiner Abwesenheit“). Zu den mit Preisen oder Nominierungen ausgezeichneten Werken zählen u. a. Helmut Schödels literarische Reportagen „Der Wind ist ein Wiener“ (Ben-Witter-Preis 2012).
Hinzu kamen in jüngerer Zeit Werke von Jürgen Flimm, Olga Neuwirth, Diane Middlebrook und Peter Stephan Jungk sowie literarische Entdeckungen, z. B. Lydia Haider, Elke Laznia, Jens Wonneberger, Eleonora Hummel, Thomas Oláh.